# Avellaneda (partido)
Avellaneda is een partido in de Argentijnse provincie Buenos Aires.

## Plaatsen in partido Avellaneda
- Área Reserva Cinturón Ecológico
- Avellaneda
- Crucecita
- Dock Sud
- Gerli
- Piñeiro
- Sarandí
- Villa Domínico
- Wilde